# MP-3008
МР-3008 — немецкая копия английского пистолета-пулемёта STEN. Производился в конце Второй мировой войны, когда нацистская Германия уже терпела поражения на всех фронтах. Создание МР-3008 было попыткой найти вариант более дешёвой замены MP-40. MP-3008 отличается от STEN вертикальным расположением магазина. Использовался коробчатый двухрядный магазин от пистолета-пулемета MP-40.
Выпуск был налажен в январе 1945 года в Тюрингии, Рейнланде, Вюртемберге. Помимо крупных фирм МР-3008 производился также множеством мелких оружейных и машиностроительных фирм. Пистолет-пулемёт производился в великом разнообразии форм: с деревянным прикладом и с металлическим, с пистолетными рукоятками различных форм и без них, с переводчиком огня или без него, и с различным оформлением ствола. До мая 1945 года было выпущено по разным оценкам от 10 до 50 тысяч единиц данного оружия.